# Eshaq Jahangiri
Eshaq Jahangiri Kouhshahi (em persa: ‌اسحاق جهانگیری کوهشاهی; nascido 21 de janeiro de 1958) é um político iraniano e vice-presidente do governo de Hassan Rohani. Jahangiri foi ministro das indústrias e minas de 1997 a 2005 sob o presidente Mohammad Khatami. Antes disso, era o governador da província de Isfahan. Ele também foi membro do Parlamento por dois mandatos.

## Surto de COVID-19
A 4 de março de 2020, depois do surto de coronavírus 2019-2020 se ter espalhado pelo Irão, o site IranWire informou que Jahangiri havia sido infetado com o SARS-CoV-2, o vírus que causa a doença de coronavírus 2019. No entanto, não houve confirmação imediata por parte das autoridades iranianas. A 11 de março, a sua infeção foi confirmada pela agência semioficial de notícias Fars.